# Défense de l'Esprit des lois
Défense de l'Esprit des lois est un ouvrage de Montesquieu paru en 1750 en réponse aux critiques de De l'esprit des lois.
Il s'oppose notamment à l'esclavage.